# Nikonha
Nikonha, també conegut com a Waskiteng i Mosquito, fou el darrer parlant pura sang de tutelo, una llengua siouan de Virgínia. Es va informar que tenia 106 anys quan va morir a la Primera Nació Sis Nacions de Grand River, Ontario en 1871; això donarà una data de naixement pel voltant del 1765.
L'any abans de la seva mort, es va reunir amb l'etnòleg Horatio Hale, qui va donar la següent descripció d'ell:
El seu aspecte, com ja ho vam veure primer, prenent el sol al vessant abans de la seva cabana, va confirmar els informes que havia sentit, tant de la seva avançada edat com de la seva intel·ligència notable. "Un rostre arrugat somrient, el front alt, els ulls mig tancats, cabell blanc, barba rabassuda i escassa, els dits doblegats amb l'edat com les urpes d'un ocell" és la descripció recollida en el meu quadern de notes. No només en la fisonomia sinó també en el comportament i caràcter, que diferia notablement dels greus i impassibles iroquesos entre els quals habitava. L'animada i alegre disposició de la seva raça va sobreviure amb tota la seva força en el seu últim membre. Les seves respostes a les nostres preguntes s'entremesclen amb molts comentaris jocosos, moltes rialles i bon humor.
Nikonha contà a Hale que el seu pare havia estat un cap tutelo anomenat Onusowa, mentre que la seva mare havia mort quan ell era nen, deixant-lo a càrrec del seu oncle. En 1779, quan tenia al voltant de 14 anys, el llogaret tutelo de Coreorgonel, Nova York, fou atacat durant l'expedició de Sullivan de la Guerra Revolucionària, i els supervivents marxaren juntament amb els cayuga cap a Grand River. Nikonha també va lluitar en la Guerra de 1812. La seva esposa era cayuga, i només parlava cayuga a la seva llar fins que Hale el va induir a proporcionar-li 100 paraules tutelo de la seva joventut. Hale va recopilar informació sobre el tutelo dels pocs individus supervivents que havien conservat cap coneixement de la llengua que eren, a part de Nikonha, molt barrejats amb cayugues. Sobre la base del vocabulari i la gramàtica que Hale va recollir va ser capaç de confirmar l'estatut del tutelo com a llengua sioux similar a dakota i Hidatsa